# Савич, Владимир Васильевич
Владимир Васильевич Савич (1874 ― 5 июля 1936) ― российский и советский учёный, физиолог, доктор медицинских наук, профессор, руководитель отдела фармакологии Института экспериментальной медицины АМН СССР (1924-1936 гг.).

## Биография
Владимир Васильевич Савич родился в 1874 году в семье врача.
В 1893 году завершил обучение в Рыбинской мужской классической гимназии. В 1898 году завершил обучение в Военно-медицинской академии. С 1899 по 1900 годы работал сверхштатным ординатором в Петропавловской больнице. С 1900 года на постоянной основе стал трудиться под руководством И. П. Павлова в качестве практиканта физиологического отдела Института экспериментальной медицины.
В 1904 году защитил диссертацию на соискание степени доктора медицинских наук, на тему «Отделение кишечного сока». С 1904 по 1905 годы принимал участие в русско-японской войне. С 1907 по 1912 годы работал в должности ассистента кафедры физиологии Военно-медицинской академии. С 1912 по 1918 годы трудился старшим физиологом физиологической лаборатории Академии наук. С 1918 по 1926 годы работал прозектором кафедры физиологии Первого Петроградского (Ленинградского) медицинского института. Одновременно в 1921 году стал руководить кафедрой фармакологии Ленинградского ветеринарного института. С 1924 по 1936 годы был избран и выполнял обязанности руководителя отделом фармакологии Института экспериментальной медицины АМН СССР.
Является автором около 100 научных работ по физиологии  и исследованию секреторной деятельности желудка, кишечника, поджелудочной железы. Занимался исследованием и анализом проблемы обезболивания родов, выбора средств для лечения эклампсии. Является основателем в Институте экспериментальной медицины отделения эндокринологии.
Умер 5 июля 1936 года в Ленинграде.

## Научная деятельность
Труды, монографии:
- Савич В.В. Возбудители секреции кишечного фермента, Труды Общества русских врачей в Санкт-Петербурге за 1900 —1901, март-май, 1901, С. 565;
- Савич В.В. Отделение кишечного сока, диссертация, Санкт-Петербург, 1904;
- Савич В.В. О секреторных задерживающих нервах тонких кишок. Рус. физиол. журн., т. 2, в. 1 -3, с. 91, 1919;
- Савич В.В. Секреция кишечного сока par distance, Рус. физиол. журн., т. 3, в. 1-5, 1921, С. 13;
- Савич В.В. О роли нервов в секреции кишечного сока, Арх. биол. наук, т. 21, 1922, С. 145;
- Савич В.В. Крепс Е.М. К вопросу об иннервации привратника, Рус. физиол. журн., т. 8, в. 3-4, с.. 47, 1925;
- Савич В.В. Околощитовидные железы и их роль в организме, Усп. биол. хим., в. 6, 1928, С. 59;
- Савич В.В. Водный обмен и снотворные, Физиол. журн. СССР, т. 17, № 3, 1934, С. 433;
- Савич В.В. Фармакологический анализ действия средств, купирующих эклампти-ческие припадки, Врач, дело, № 2, 1935, С. 163;
- Савич В.В. Проблема обезболивания// Советский врач, журн., № 8, 1936, С. 561.